# Todd Gross
Todd Gross es un meteorólogo. Conocido por sus años como meteorólogo de Boston, Gross empezó en WNEV-TV (actualmente WHDH-TV) en 1984 como meteorólogo de fin de semana y reportero de ciencia. En aquel mismo año,  amplió y formalizó el uso de observadores del tiempo e introdujo el "índice de quemaduras solares" (un predecesor del índice UV) al área de Boston. En 1988, Gross fue ascendido a meteorólogo para las noticias de la mañana y del mediodía en días laborables para WNEV-TV. También apareció en el programa infantil Ready to Go. En 1994, Gross llevó el tiempo a Internet a través de páginas web, tales como WeatherMan.com, chats de Internet y redes de observadores del tiempo.
En agosto de 2002, Gross fue ascendido a meteorólogo jefe en WHDH, reemplazando al veterano Harvey Leonard quien abandonó el Channel 7 para irse a WCVB-TV.  Quedó en ese puesto hasta diciembre de 2005.
Antes de su comienzo en WNEV/WHDH-TV, Gross trabajó durante dos años como meteorólogo jefe para las noticias de los días laborables de las 6 y de las 11 de la noche en WNYT en Albany, Nueva York. Después de eso, él trabajó brevemente como meteorólogo en el Satellite News Channel en Stamford, Connecticut. 
Gross fue conocido en el área de Boston por su uso de gráficas a la hora de informar sobre el tiempo, incluyendo isóbaras. También utiliza y trabaja con terminología astronómica meteorológica, tales como el término "luna india". 
Todd actualmente está de vuelta en Massachusetts haciendo narraciones de voz en off y vídeo en páginas web. También está haciendo totales de nevadas para los contratistas que quitan la nieve y permanece en activo como meteorólogo de guardia, habiendo cubierto los Huracanes Irene (agosto de 2011), Isaac (agosto de 2012) y Sandy (octubre de 2012) y la cobertura de la semana de las elecciones (5-9 de noviembre de 2012) para CNBC. Fue meteorólogo para televisión y radio en KTVX ABC4 en Salt Lake City, Utah (2007-2010) y en WWLP en Springfield MA (2006, después de dejar WHDH-TV) en Boston.
Todd Gross también está en el marketing en línea, particularmente vídeo marketing. Se ha convertido uno de los principales promotores en la realización de vídeos con pantalla verde en Internet. A pesar de eso, él también está comprometido con el marketing por afiliados, usando su experiencia en la pequeña pantalla para su beneficio.

## Otros trabajos
Gross comenzó el programa "Weather Spotter Network" en WHDH-TV, un programa que ha expandido y trasladado a su propia página web independiente de pronósticos meteorológicos y de educación. También es un ávido astrónomo que ha publicado fotografía al respecto. Es además el creador de Green Screen Profits, Press Release Traffic entre muchos otros.  
Fue también el fundador y meteorólogo jefe para el servicio meteorológico nacional, Compu-Weather, en Nueva York.
Gross interpretó el prominente papel de un meteorólogo en la Tempestad de Halloween de 1991. Fue interpretado por el actor Christopher McDonald en la película La tormenta perfecta.